# Aeronca E-107
O Aeronca E-107 foi um dos primeiros motores aeronáuticos confiáveis de baixo custo da era pós-Primeira Guerra Mundial.

## Projeto e desenvolvimento
O E-107A era um motor de válvulas laterais de aviação de produção projetado para substituir um motor Morehouse no primeiro protótipo do Aeronca C-2. Os primeiros cinco foram produzidos sem aletas de resfriamento no cárter, mas com todas as versões tendo aletas de resfriamento a ar no topo dos cabeçotes, semelhantes a muitos motores de dois tempos resfriados a ar na aparência. Um carburador Winfleld Modelo 5 era padrão para o motor.

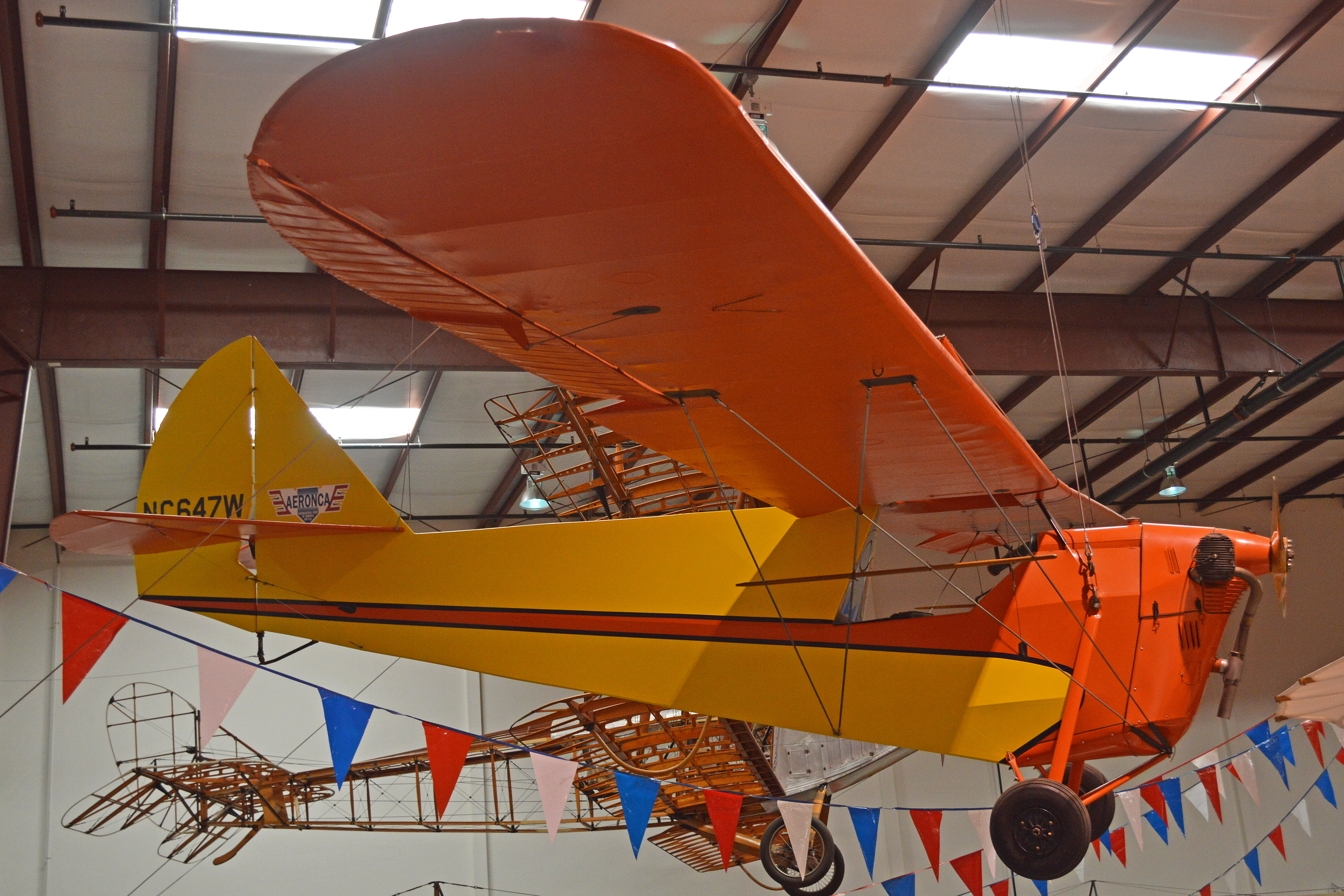
Um Aeronca C-2, com o motor E-107 "flathead".

O E-107 foi substituído pelo motor "valvetrain" modelo "E-113" aprimorado, baseado no mesmo projeto.

## Variantes
E-107Motor de produção padrão
E-107AO E-107A foi produzido para a Aeronca pela "Govro-Nelson Company" de Detroit, Michigan.
O-107Designação dada aos motores instalados em aeronaves de marca

## Aplicações
- Aeronca C-2
- Pickering-Pearson KP.2 fotos, no Commons

## Motores em exibição
- Um E-107 está em exibição no EAA Airventure Museum em Oshkosh, Wisconsin
- O primeiro protótipo Aeronca C-2 restaurado (registro "NC 626N") equipado com um E-107 está em exibição no edifício Udvar-Hazy do "National Air and Space Museum" da Smithsonian.[5]